# 安陸府

湖北省の安陸府の位置（1820年）

安陸府（あんりくふ）は、中国にかつて存在した府。元代から民国初年にかけて、現在の湖北省荊門市一帯に設置された。

## 概要
1278年（至元15年）、元により郢州が安陸府に昇格した。安陸府は河南江北等処行中書省に属し、長寿・京山の2県を管轄した。
1376年（洪武9年）、明により安陸府は安陸州に降格した。1531年（嘉靖10年）、安陸州は承天府に昇格した。承天府は湖広省に属し、直属の鍾祥・京山・潜江の3県と荊門州に属する当陽県と沔陽州に属する景陵県、合わせて2州5県を管轄した。
1646年（順治3年）、清により承天府は安陸府と改称された。安陸府は湖北省に属し、鍾祥・京山・潜江・天門の4県を管轄した。
1913年、中華民国により安陸府は廃止された。